# Євлогій (Іванов)
Архімандрит Євлогій (у миру — Михайло Миколайович Іванов, нар. 12 жовтня 1958, Єманжелінськ, Челябінська область, РРФСР) — священнослужитель Константинопольської православної церкви, архімандрит, настоятель монастиря святого Пантелеймона (із 2016) на Святій горі Афон у Греції.

## Біографія
Народився в Єманжелінську в багатодітній християнській сім'ї (після смерті чоловіка, мати виховувала чотирнадцять дітей, а пізніше прийняла велику схиму з ім'ям Тетяна).
Вступив до братії Троїце-Сергієвої лаври, де 25 листопада 1985 року був пострижений у чернецтво, а 23 грудня 1986 року висвячений у сан ієродиякона. У монастирі проходив різні послухи, був завідувачем підсобним господарством.
15 травня 1988 року вступив до братії Пантелеймонового монастиря на Афоні, де спочатку ніс послух городника. У 2009 році направлений в скит Ксилургу.
Пізніше більше п'яти років проходив послух на подвір'ї Пантелеймонового монастиря в Константинополі (Стамбулі).
14 жовтня 2016 року на свято Покрови Богородиці в Покровському соборі Свято-Пантелеймонового монастиря архієпископом Іонафаном (Цвєтковим) був висвячений у сан ієромонаха.
23 жовтня 2016 року в Пантелеймоновому монастирі відбулася його ігуменська інтронізація з возведенням у сан архімандрита.